# Horia Georgescu
Horia Georgescu (n. 19 ianuarie 1977, Brașov) este un jurist român, care a ocupat din aprilie 2012 funcția de Președinte al Agenției Naționale de Integritate (ANI). Si-a inaintat demisia din aceasta functie la date de 16 martie 2015 , in urma retinerii sale de catre DNA pentru acuzatii referitoare la activitatea sa ca membru ANRP in legătura cu presupuse fapte de abuz in serviciu petrecute in urma cu aproape 8 ani in anul 2008. S-a alăturat ANI începând cu luna aprilie, anul 2008  si a îndeplinit funcția de secretar general al Agenției Naționale de Integritate pana in momentul când a devenit Președintele instituției.

## Activitatea profesională
În perioada noiembrie 2008 - martie 2012, Horia Georgescu a îndeplinit funcția de secretar general al Agenției Naționale de Integritate, fiind responsabil de coordonarea compartimentelor și activităților cu caracter funcțional din cadrul Agenției și asigurarea legăturii operative dintre președinte, conducătorii tuturor direcțiilor (generale) și celelalte compartimente din Agenție.
În calitatea sa de secretar general, Horia Georgescu a îndeplinit și funcția de Șef al Structurii de Securitate și a coordonat și implementat procedurile legale privind informațiile clasificate la nivel național, al Uniunii Europene și NATO.
Înainte de a deține această poziție, Horia Georgescu a ocupat timp de trei ani funcția de Specialist în cadrul Direcției Naționale Anticorupție din cadrul Parchetului de pe lângă Înalta Curte de Casație și Justiție, unde a fost responsabil pentru investigațiile financiare ce țin de protecția intereselor financiare ale Uniunii Europene.
De asemenea, el a ocupat succesiv funcția de consilier sau consilier personal al Ministrului Întreprinderilor Mici și Mijlocii, Comerț, Turism și Profesii Liberale, respectiv, al Ministrului Justiției.

## Condamnare penala
La inceputul anului 2018 a fost condamnat in prima instanta la 4 ani de inchisoare in dosarul ANRP. Condamnarea este nedefinitiva urmând calea de apel la ICCJ. De-altfel Horia Georgescu a reclamat lipsa de imparțialitate a judecătoarei Tranca Ana Maria considerată apropiată a DNA. Acesta a formulat numeroase cereri de recuzare și a sesizat Inspectia Judiciara și Parchetul solicitând verificarea judecătoarei și încălcarea procedurilor.
In data de 8 octombrie 2019 după patru ani și jumătate a fost achitat de Înalta Curte de Casație și Justiție. Decizia este definitivă.